# Pista Valascia
La Valascia (etimologia: valle a pericolo di valanghe in dialetto locale) è stato uno stadio del ghiaccio (più precisamente una pista coperta) situato in località Ambrì, frazione del comune svizzero di Quinto, in Leventina, ad un'altitudine di circa 1 000 m s.l.m. e fino alla primavera 2021 ospitava le partite casalinghe dell'Hockey Club Ambrì-Piotta

## Storia
L'impianto fu costruito, ai piedi di un ombroso versante esposto a nord, a seguito della dismissione della vecchia pista di ghiaccio naturale della Cava aperta nel 1937 e chiusa negli anni 1940.
La Valascia sorse a pochi metri di distanza dalla vecchia pista, la cui area venne adibita a parcheggio. Il nuovo impianto, già dotato di tribune stabili e locali di servizio, disponeva però ancora di un campo di gioco in ghiaccio naturale; in più, essendo totalmente scoperta, periodicamente doveva essere sottoposta a interventi di sgombero della neve che vi si accumulava. Il 13 dicembre 1959 venne messo in funzione l'impianto per la produzione di ghiaccio artificiale, che fu inaugurato da un incontro tra le nazionali di Svizzera e Italia, terminato 6-3 per gli ospiti.
L'impianto rimase privo di una copertura (fatte salve le tettoie sulle tribune) fino al 1979: in quell'anno, constatata la necessità di disporre del ghiaccio anche nella stagione calda, si provvide a realizzare una copertura ad arco, lasciando solo due aperture al di sopra delle estremità del campo. Sempre nel 1979 vennero rinnovate e parzialmente dotate di seggiolini le tribune e a latere della pista venne aperto un ristorante. Visto il successo riscontrato, già in quegli anni ci fu qualche ipotesi di costruire un nuovo stadio.

## Descrizione
L'impianto aveva una capienza di 6500 persone (2 000 in posti con seggiolino, 4500 sulle gradinate), suddivisi in due tribune laterali e due curve alle estremità del campo: nella Curva sud prendono posto i tifosi della squadra di casa, mentre la Curva nord è riservata ai tifosi della squadra ospiti, anche se in anni recenti la capienza era stata ulteriormente ridotta a favore di posti a sedere più confortevoli.
Tra le strutture della National League A, la vecchia Valascia rappresentava uno degli impianti più vetusti e dall'ambiente più caratteristico per molti tifosi. 
Questioni di carattere pianificatorio legati a pericoli naturali (valanghe) hanno bocciato la possibilità di eseguire ristrutturazioni per adempiere ai requisiti dell'hockey moderno. 
Pertanto dopo una lunga valutazione si è ritenuto opportuno costruire uno stadio moderno in altra sede, e si è trovata la posizione a 600 m dalla vecchia pista fuori dall'abitato sulla piana di Ambrì tra l'autostrada e l'aerodromo. 

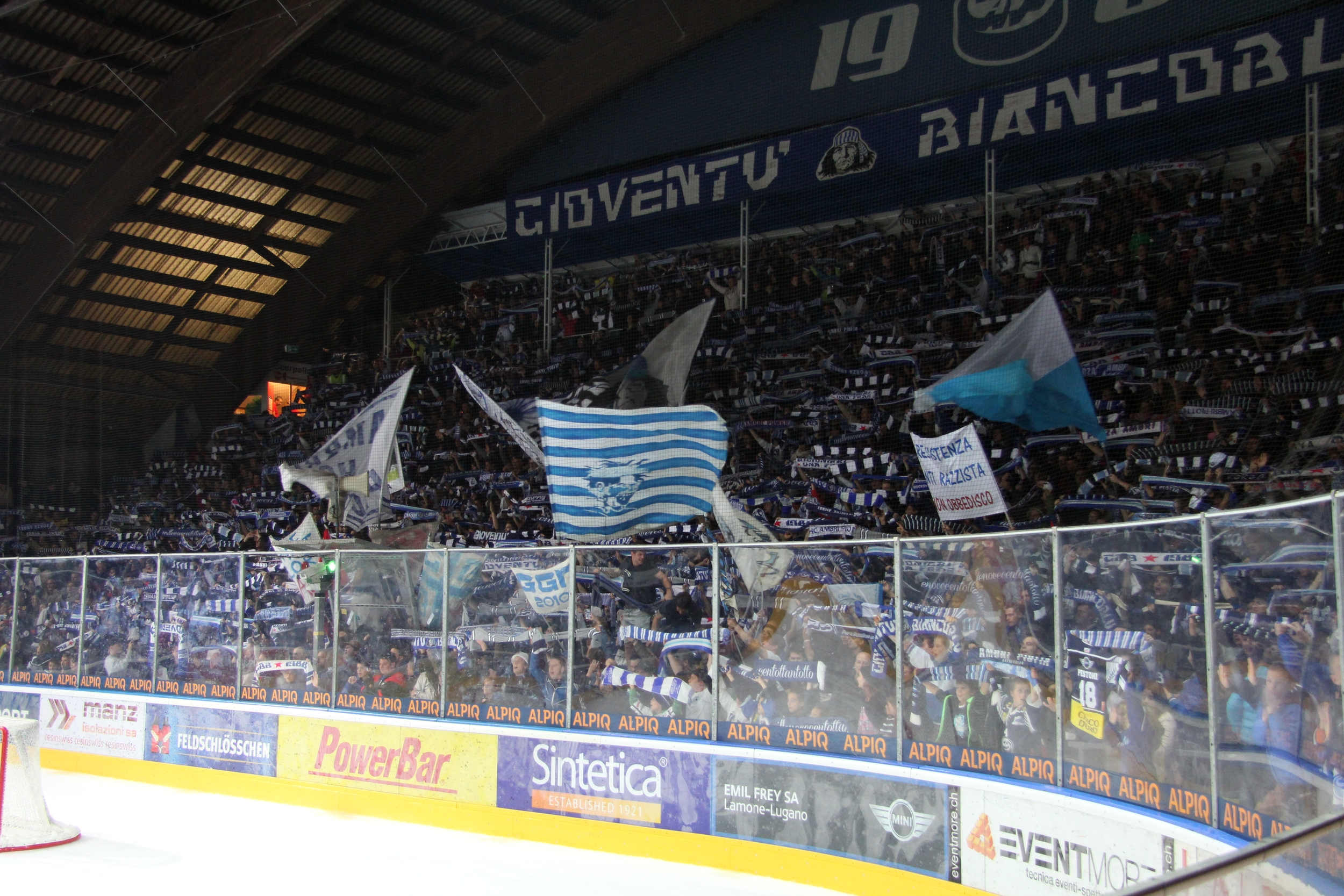
La Curva sud gremita durante una partita.
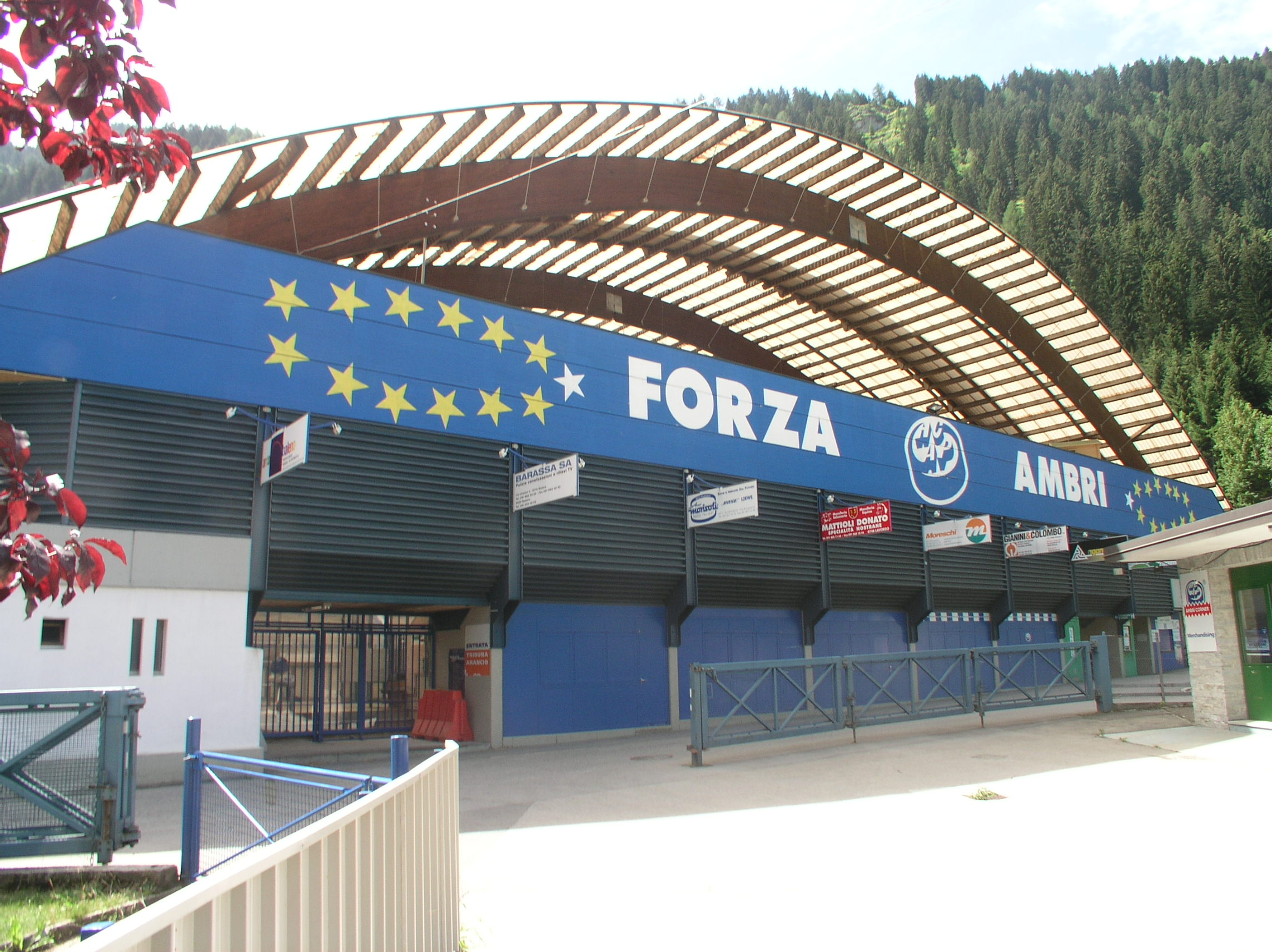
Esterno dell'impianto

## Nuovo stadio
I lavori di costruzione del nuovo impianto multifunzionale (della capienza di 6775 spettatori) sono iniziati nel 2019 si sono conclusi nel 2021. Curiosamente il Fribourg-Gottéron ha giocato sia l'ultima partita nel vecchio impianto, il 5 aprile 2021, che la prima nel nuovo, l'11 settembre 2021.